# 伯尔德-哈克尔
伯尔德-哈克尔是德国萨克森-安哈尔特州的一个市镇。总面积38.64平方公里，总人口3285人，其中男性1611人，女性1674人（2011年12月31日），人口密度85人/平方公里。